# Khủng hoảng Hiến pháp Nga 1993
Khủng hoảng hiến pháp Nga năm 1993 là một cuộc cạnh tranh chính trị giữa phe phái của Tổng thống Nga với nghị viện Nga và phe cánh tả thân Cộng sản, rồi cuối cùng được giải quyết bằng bạo lực. Các quan hệ giữa tổng thống cánh hữu theo chủ nghĩa tư bản và nghị viện cánh tả thân cộng đã xấu đi trong một thời gian. Căng thẳng lên tới đỉnh điểm ngày 21 tháng 9 khi Tổng thống Nga Boris Yeltsin giải tán cơ quan lập pháp quốc gia (Đại hội Đại biểu Nhân dân). Tổng thống không có quyền giải tán nghị viện theo hiến pháp khi ấy. Yeltsin đã sử dụng các kết quả của cuộc trưng cầu dân ý tháng 4 năm 1993 để biện minh cho các hành động của mình. Đối lại, nghị viện buộc tội Yeltsin và tuyên bố phó tổng thống Aleksandr Vladimirovich Rutskoy trở thành quyền tổng thống.
Tình hình xấu đi vào đầu tháng 10. Chủ Nhật ngày 3 tháng 10, người biểu tình đã vượt qua các hàng rào cảnh sát quanh nghị viện và được các lãnh đạo của họ hối thúc, chiếm lấy văn phòng thị trưởng và tìm cách tràn vào trung tâm truyền hình Ostankino. Quân đội, vốn ban đầu tuyên bố trung lập, tuân theo lệnh của Yeltsin tấn công toà nhà trụ sở Xô viết Tối cao đầu giờ sáng ngày 4 tháng 10 và bắt giữ các lãnh đạo cuộc phản kháng.
Vụ xung đột kéo dài mười ngày này đã chứng kiến cuộc chiến đấu đẫm máu nhất trên đường phố Moskva kể từ tháng 10 năm 1917. Theo các ước tính của chính phủ, 187 người đã chết và 437 người bị thương, trong khi các nguồn thân cận với những người cộng sản Nga đưa ra con số người chết lên tới 2.000.

## Những nguyên nhân cuộc khủng hoảng

### Cuộc tranh giành quyền lực hành pháp-lập pháp ngày càng căng thẳng
Chương trình cải cách kinh tế của Yeltsin có hiệu lực ngày 2 tháng 1 năm 1992. Ngay sau đó, giá cả tăng vọt, chi tiêu chính phủ sụt giảm và các loại thuế mới bắt đầu có hiệu lực. Một vụ sụt giảm đã tín dụng làm tê liệt nhiều ngành công nghiệp và dẫn tới giảm phát. Một số chính trị gia nhanh chóng xa rời chương trình này; họ dần theo đuổi sự đối đầu chính trị giữa một bên là Yeltsin và bên kia là những người đối lập với cuộc cải cách kinh tế triệt để, trở thành trung tâm trong hai nhánh của chính phủ.
Thay đổi tỷ lệ phần trăm GDP thực tại Nga, 1990-1994'. 
| 1990  | 1991   | 1992   | 1993   | 1994   |
| ----- | ------ | ------ | ------ | ------ |
| -3.0% | -13.0% | -19.0% | -12.0% | -15.0% |

Trong suốt năm 1992, sự đối đầu với các chính sách cải cách của Yeltsin trở nên lớn mạnh và đặc biệt trong số quan chức lo ngại về điều kiện nền công nghiệp Nga và những lãnh đạo địa phương muốn có sự độc lập lớn hơn từ Moskva. Phó tổng thống Nga Aleksandr Rutskoy bác bỏ chương trình của Yeltsin và gọi nó là "diệt chủng kinh tế". Lãnh đạo các nước cộng hoà giàu dầu mỏ như Tatarstan và Bashkiria kêu gọi độc lập hoàn toàn từ Nga.
Cũng trong suốt năm 1992, Yeltsin chiến đấu với Xô viết Tối cao (cơ quan lập pháp thường trực) và Đại hội Đại biểu Nhân dân Nga (cơ quan lập pháp cao nhất nước, nơi cử các đại diện cho Xô viết Tối cao) về quyền kiểm soát chính phủ và chính sách chính phủ. Năm 1992 người phát ngôn Xô viết Tối cao Nga, Ruslan Khasbulatov, xuất hiện với tư cách đối lập với chính sách cải cách, dù tuyên bố ủng hộ những mục tiêu tổng thể của Yeltsin.
Tổng thống lo ngại về nhữngđiều khoản của đợt sửa đổi hiến pháp 1991, đồng nghĩa với việc những quyền lực đặc biệt của ông sẽ chấm dứt vào cuối năm 1992 (Yeltsin đã mở rộng quyền lực của tổng thống vượt ra ngoài các giới hạn của hiến pháp khi thực hiện chương trình cải cách). Trong lúc chờ đợi việc áp dụng chương trình tư nhân hoá của mình, Yeltsin đã yêu cầu nghị viện tái lập quyền quản lý theo nghị định (chỉ nghị viện có quyền thay thế hay sửa đổi hiến pháp). Nhưng trong Đại hội Đại biểu Nhân dân Nga và Xô viết Tối cao, các đại biểu từ chối thông qua một hiến pháp mới sẽ cho phép đưa các phạm vi quyền lực tổng thống như Yeltsin yêu cầu trở thành pháp luật.

#### Kỳ họp thứ bảy của Đại hội Đại biểu Nhân dân (CPD)

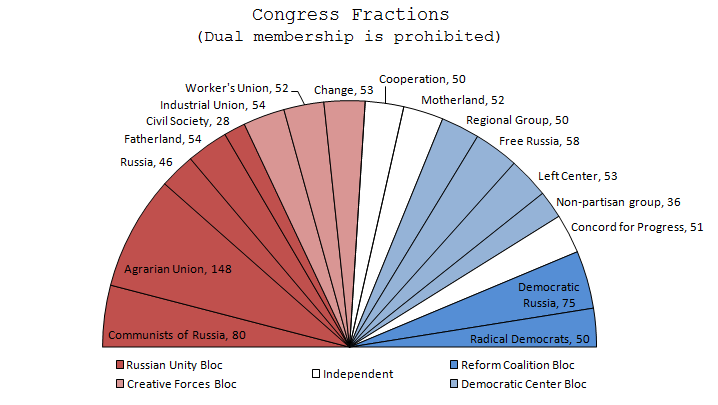
Các nhóm trong nghị viện tháng 12 năm 1992

Trong phiên họp tháng 12 của mình nghị viện đã xung đột với Yeltsin về một số vấn đề, và cuộc xung đột lên tới đỉnh cao ngày 9 tháng 12 khi nghị viện từ chối thông qua đề cử Yegor Gaidar, nhà kiến trúc "liệu pháp sốc" tự do hoá theo hướng thị trường của nước Nga không được lòng dân, làm thủ tướng. Nghị viện từ chối thông qua việc đề cử Gaidar, yêu cầu những sửa đổi trong chương trình kinh tế và ra lệnh cho Ngân hàng Trung ương, nằm dưới sự kiểm soát của nghị viện, tiếp tục cung cấp tín dụng để các doanh nghiệp không phải đóng cửa.
Trong một bài phát biểu giận dữ ngày hôm sau mùng 10 tháng 12, Yeltsin đã gọi nghị viện là "pháo đài bảo thủ và của các lực lượng phản động." Nghị viện trả đũa bằng cách bỏ phiếu để nắm quyền kiểm soát quân đội nghị viện.
Ngày 12 tháng 12, Yeltsin và người phát ngôn nghị viện Khasbulatov đồng ý một thoả hiệp gồm những điều khoản sau: (1) một cuộc trưng cầu dân ý quốc gia về cơ sở của hiến pháp Nga mới sẽ được tổ chức vào tháng 4 năm 1993; (2) đa số những quyền lực khẩn cấp của Yeltsin sẽ được kéo dài cho tới cuộc trưng cầu dân ý này; (3) nghị viện xác nhận quyền của mình về việc chỉ định và bỏ phiếu theo lựa chọn của riêng mình về thủ tướng; và (4) nghị viện xác nhận quyền của mình về việc từ chối các lựa chọn của tổng thống về lãnh đạo các bộ Quốc phòng, Ngoại giao, Nội vụ, và An ninh. Yeltsin chỉ định Viktor Chernomyrdin làm thủ tướng ngày 14 tháng 12, và nghị viện đã thông qua.
Thoả hiệp tháng 12 năm 1992 của Yeltsin với Đại hội Đại biểu Nhân dân lần thứ 7 tạm thời mang lại kết quả trái với mong đợi. Đầu năm 1993 căng thẳng giữa Yeltsin và nghị viện về ngôn ngữ của cuộc trưng cầu dân ý và chia sẻ quyền lực gia tăng. Trong một loạt các vụ va chạm về chính sách, nghị viện gạt bỏ các quyền lực đặc biệt của tổng thống, mà họ đã trao cho ông vào cuối năm 1991. Phe lập pháp, dưới sự lãnh đạo của Người phát ngôn Ruslan Khasbulatov, bắt đầu cảm thấy rằng họ phải phong toả hay thậm chí đánh bại vị tổng thống. Chiến thuật của họ là dần dần tước bỏ quyền kiểm soát chính phủ của tổng thống. Đối lại, tổng thống kêu gọi một cuộc trưng cầu dân ý về hiến pháp ngày 11 tháng 4.

#### Kỳ họp thứ tám của CPD
Kỳ họp thứ tám Đại hội Đại biểu Nhân dân bắt đầu ngày 10 tháng 3 năm 1993 với một cuộc tấn công mạnh vào tổng thống của Khasbulatov, ông buộc tội Yeltsin đã hành động một cách vi hiến. Giữa tháng 3, một kỳ họp khẩn cấp của Đại hội Đại biểu Nhân dân bỏ phiếu sửa đổi hiến pháp, tước bỏ nhiều quyền lực của Yeltsin, và huỷ bỏ cuộc trưng cầu dân ý dự định diễn ra vào tháng 4, một lần nữa tạo cơ hội cho nhánh lập pháp có thể thay đổi cán cân quyền lực khỏi tổng thống. Tổng thống không thèm đếm xỉa tới nghị viện. Vladimir Shumeyko, phó thủ tướng thứ nhất, tuyên bố rằng cuộc trưng cầu dân ý sẽ tiếp tục diễn ra, nhưng vào ngày 25 tháng 4.
Nghị viện dần mở rộng ảnh hưởng của mình với chính phủ. Ngày 16 tháng 3 tổng thống ký một nghị định trao vị trí trong Nội các cho Viktor Gerashchenko, chủ tịch ngân hàng trung ương, cùng ba quan chức khác, điều này thích ứng với quyết định của kỳ họp thứ tám rằng các quan chức này phải là các thành viên của chính phủ. Tuy nhiên, phán quyết của nghị viện khiến mọi việc trở nên rõ ràng rằng với tư cách bộ trưởng họ sẽ tiếp tục phụ thuộc vào nghị viện.

#### "Chế độ đặc biệt"
Phản ứng của tổng thống khá ấn tượng. Ngày 20 tháng 3, Yeltsin phát biểu trực tiếp với người dân trên TV tuyên bố đã ký một nghị định về "chế độ đặc biệt" ("Об особом порядке управления до преодоления кризиса власти″), theo đó ông sẽ nắm quyền lực hành pháp đặc biệt dựa theo các kết quả của một cuộc trưng cầu dân ý về thời gian tổ chức cuộc bầu cử lập pháp mới, một hiến pháp mới, và về lòng tin của công chúng với tổng thống và phó tổng thống. Yeltsin cũng mạnh mẽ chỉ trích nghị viện, buộc tội các đại biểu đang tìm cách tái lập trật tự thời Xô viết.
Ngay sau bài phát biểu trên truyền hình của Yeltsin, Valery Zorkin (Chủ tịch Toà án Hiến pháp Liên bang Nga), Yuri Voronin (phó chủ tịch thứ nhất Xô viết Tối cao), Alexander Rutskoy và Valentin Stepankov (Trưởng Công tố) đã có một bài phát biểu công khai lên án tuyên bố của Yeltsin là vi hiến. Ngày 23 tháng 3, dù chưa có tài liệu đã được ký, Toà án Hiến pháp phán quyết rằng một số biện pháp được đề nghị trong bài phát biểu trên truyền hình của Yeltsin là vi hiến. Tuy nhiên, chính nghị định, chỉ được công bố vài ngày sau, không có những hành động vi hiến.

#### Kỳ họp thứ chín của CPD

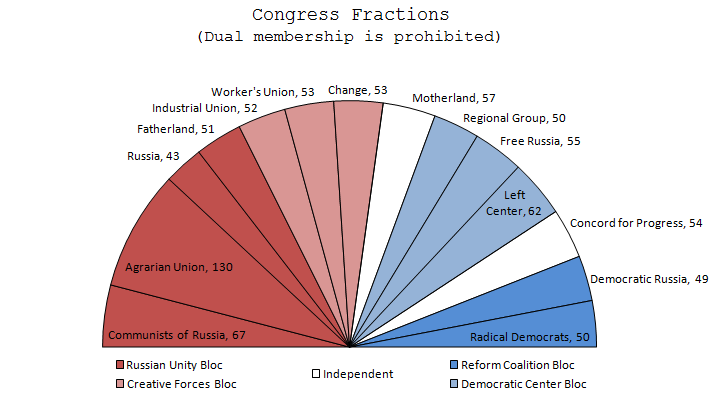
Các nhóm trong nghị viện tháng 3 năm 1993

Kỳ họp thứ chín, bắt đầu ngày 26 tháng 3, khởi động với một kỳ họp đặc biệt của Đại hội Đại biểu Nhân dân thảo luận về các biện pháp khẩn cấp để bảo vệ hiến pháp, gồm cả việc buộc tội Tổng thống Yeltsin. Yeltsin thừa nhận rằng ông đã có những sai lầm và tìm cách tác động tới các cử tri trong nghị viện. Yeltsin vượt qua được cuộc bỏ phiếu luận tội ngày 28 tháng 3 với tỷ lệ sít sao, số phiếu ủng hộ việc luận tội thiếu 72 phiếu so với con số cần thiết là 689 để đạt mức 2/3 đa số.
Tới thời gian kỳ họp thứ chín, nhánh lập pháp đã gồm đa số thuộc khối Nước Nga Thống nhất, với các đại biểu của CPRF và phái Tổ quốc (cộng sản, quân nhân nghỉ hưu, và những đại biểu khác có khuynh hướng xã hội chủ nghĩa), Liên minh Ruộng đất, và phái "Nước Nga" lãnh đạo bởi Sergey Baburin. Cùng với các nhóm 'trung dung' hơn (ví dụ 'Thay đổi' (Смена)), những người ủng hộ Yeltsin ('Nước Nga Dân chủ', 'Dân chủ Cấp tiến') chiếm thiểu số.

#### Trưng cầu dân ý quốc gia
Cuộc trưng cầu dân ý sẽ được tiến hành, nhưng bởi cuộc bỏ phiếu luận tội thất bại, Đại hội Đại biểu Nhân dân đặt ra các thời hạn mới cho một trưng cầu dân ý. Phiên bản cuộc trưng cầu dân ý của nhánh lập pháp yêu cầu hoặc các công dân tin tưởng vào Yeltsin, thông qua các cải cách của ông, và ủng hộ cuộc bầu cử tổng thống và lập pháp sớm. Nghị viện bỏ phiếu thông qua điều này để nếu chiến thắng, tổng thống sẽ phải giành 50% số phiếu của toàn bộ cử tri, chứ không phải 50% phiếu của những người tham gia, để tránh một cuộc bầu cử tổng thống sớm.
Lần này, Toà án Hiến pháp ủng hộ Yeltsin và phán quyết rằng tổng thống chỉ cần có đa số đơn giản về hai vấn đề: lòng tin vào ông, và chính sách kinh tế xã hội; ông sẽ cần sự ủng hộ của một nửa cử tri để kêu gọi các cuộc bầu cử lập pháp và tổng thống sớm.
Ngày 25 tháng 4. đa số cử tri bày tỏ tin tưởng vào tổng thống và kêu gọi cuộc bầu cử lập pháp mới. Yeltsin coi các kết quả là sự uỷ nhiệm để ông tiếp tục nắm quyền lực. Trước cuộc trưng cầu dân ý, Yeltsin đã hứa hẹn từ chức nếu cử tri không thể hiện sự tin tưởng vào các chính sách của ông. Dù việc này cho phép tổng thống tuyên bố rằng dân chúng ủng hộ ông, chứ không phải nghị viện, Yeltsin đã thiếu mất cơ cấu hiến pháp để thực hiện thắng lợi của mình. Như trước kia, tổng thống phải viện tới nhân dân về các lãnh đạo cơ quan lập pháp.

### Thoả ước hiến pháp
Trong một nỗ lực nhằm thao túng nghị viện, Yeltsin ra nghị định về việc thành lập một hội nghị lớn gồm các lãnh đạo chính trị từ nhiều định chế chính phủ, vùng, tổ chức công cộng và đảng phái chính trị vào tháng 6 – một "thoả ước hiến pháp đặc biệt" để xem xét phác thảo hiến pháp mà ông đã đệ trình vào tháng 4. Sau nhiều chần chừ Uỷ ban Hiến pháp của Đại hội Đại biểu Nhân dân quyết định tham gia và đệ trình bản thảo hiến pháp của riêng mình. Tất nhiên, hai bản thảo đối ngược nhau về quan điểm lập pháp-hành pháp.
Khoảng 700 đại diện tại hội nghị thống nhất thông qua một bản thảo hiến pháp ngày 12 tháng 7 quy định một chế độ lập pháp lưỡng viện và giải tán nghị viện. Nhưng bởi thoả ước về bản thảo hiến pháp sẽ giải tán nghị viện, có lẽ nghị viện sẽ để việc bỏ phiếu cho nó rơi vào quên lãng. Xô viết Tối cao ngay lập tức từ chối bản thảo và tuyên bố rằng Đại hội Đại biểu Nhân dân là cơ quan lập pháp tối cao và vì thế sẽ quyết định hiến pháp mới.
Nghị viện hoạt động mạnh trong tháng 7, trong khi tổng thống đang đi nghỉ, và thông qua một số nghị định sửa đổi chính sách kinh tế nhằm "chấm dứt sự chia rẽ của xã hội." Nghị viện cũng tung ra những cuộc điều tra nhắm vào các cố vấn chủ chốt của tổng thống, buộc tội họ tham nhũng. Tổng thống quay trở về vào tháng 8 và tuyên bố rằng sẽ triển khai mọi biện pháp, gồm cả loại bỏ hiến pháp, để hoàn thành cuộc bầu cử nghị viện mới.
Tháng 7, Toà án Hiến pháp Liên bang Nga xác nhận việc bầu Pyotr Sumin làm lãnh đạo bộ máy hành chính của Chelyabinsk oblast, một điều mà Yeltsin đã từ chối chấp nhận. Như một kết quả của nó, tình hình quyền lực kép xuất hiện trong vùng từ tháng 7 tới tháng 10 năm 1993, với hai bộ máy đồng thời tuyên bố có tính pháp lý. Một cuộc xung đột khác liên quan tới quyết định của Toà án Hiến pháp Liên bang Nga về chức thống đốc vùng tại Mordovia. Toà án trao việc phân xử tính pháp lý của việc xoá bỏ chức vụ thống đốc vùng cho Toà án Hiến pháp Mordovia. Vì thế, thống đốc được dân chúng bầu ra Vasily Guslyannikov (thành viên của phong trào 'Nước Nga Dân chủ' ủng hộ Yeltsin) mất chức. Sau đó, cơ quan thông tin nhà nước (ITAR-TASS) ngừng thông báo về một số quyết định của Toà án Hiến pháp. Tháng 8 năm 1993, nhà bình luận đã phản ánh tình hình như sau: "Tổng thống ra các nghị định như là không có Xô viết Tối cao, và Xô viết Tối cao đình hoãn các nghị định nếu nó là của Tổng thống". (Izvestiya, 13 tháng 8 năm 1993)

### Những phát triển trong tháng 9
Tổng thống tung ra cuộc tấn công của mình ngày 1 tháng 9 khi ông tìm cách đình chỉ Phó Tổng thống Rutskoy, một nhân vật đối lập chủ chốt. Rutskoy, người cùng được bầu với Yeltsin năm 1991, là người kế vị mặc nhiên của tổng thống. Một người phát ngôn của tổng thống nói rằng ông đã bị đình chỉ bởi "những cáo buộc tham nhũng". Ngày 3 tháng 9, Xô viết Tối cáo bác bỏ việc đình chỉ của Yeltsin với Rutskoy và đưa vấn đề ra Toà án Hiến pháp.
Hai tuần sau, ông tuyên bố sẽ đồng ý kêu gọi một cuộc bầu cử tổng thống sớm nếu nghị viện cũng kêu gọi bầu cử. Nghị viện lờ đi. Ngày 18 tháng 9, Yeltsin sau đó chỉ định Yegor Gaidar, người từng bị nghị viện buộc phải rời chức vụ năm 1992, một phó thủ tướng và một phó thủ tướng chịu trách nhiệm các vấn đề kinh tế. Việc chỉ định này là không thể chấp nhận với Xô viết Tối cao, và họ đã dứt khoát bác bỏ nó.

## Bao vây và tấn công
Ngày 21 tháng 9, Yeltsin giải tán Xô viết Tối cao, trực tiếp đi lại với các điều khoản trong Hiến pháp Nga, ví dụ:
Điều 121-6. Các quyền lực của Tổng thống Liên bang Nga không thể được sử dụng để thay đổi tổ chức nhà nước và quốc gia của Liên bang Nga, để giải tán hay cản trở tới hoạt động của bất kỳ tổ chức quyền lực nào được bầu lên. Trong trường hợp này, quyền lực của tổng thống sẽ ngừng ngay lập tức.
Khi giải tán Xô viết Tối cao, Yeltsin đã lặp lại thông báo của mình về một cuộc trưng cầu dân ý hiến pháp và cuộc bầu cử lập pháp mới vào tháng 12. Ông cũng loại bỏ hiến pháp, đồng thời thay thế nó bằng một hiến pháp trao cho ông nhiều quyền lực đặc biệt. (Theo kế hoạch mới, hạ viện sẽ có 450 đại biểu và được gọi là Duma Quốc gia, tên của cơ quan lập pháp Nga trước Cách mạng Bolshevik năm 1917. Hội đồng Liên bang, gồm các đại diện từ 89 vùng của Liên bang Nga, sẽ đóng vai trò thượng viện.)
Yeltsin tuyên bố khi giải tán nghị viện Nga vào tháng 9 năm 1993 và nói rằng ông đang dọn đường cho một sự chuyển tiếp nhanh hơn sang nền kinh tế hoạt động theo cơ chế thị trường. Với lời hứa hẹn này, ông nhận được sự ủng hộ mạnh mẽ của các cường quốc phương Tây. Yeltsin có mối quan hệ tốt với các cường quốc phương Tây, đặc biệt là Hoa Kỳ, nhưng mối quan hệ này cũng khiến ông không được lòng một số người Nga.
Tại Nga, phía Yeltsin đã kiểm soát vô tuyến, nơi các quan điểm ủng hộ nghị viện hiếm khi được phát đi trong cuộc khủng hoảng tháng 9 và tháng 10.

### Nghị viện bãi chức tổng thống của Yeltsin
Rutskoy gọi hành động của Yeltsin là một bước hướng tới một cuộc đảo chính. Ngày hôm sau, Toà án Hiến pháp tuyên bố Yeltsin đã vi phạm hiến pháp và sẽ bị luận tội. Trong một cuộc họp kéo dài cả đêm, với sự chủ toạ của Khasbulatov, nghị viện tuyên bố nghị định của tổng thống là không có giá trị và không có hiệu lực. Rutskoy được tuyên bố thành tổng thống và tuyên thệ nhậm chức trước bản hiến pháp. Ông bãi chức Yeltsin và các bộ trưởng chủ chốt Pavel Grachev (quốc phòng), Nikolay Golushko (an ninh), và Viktor Yerin (nội vụ). Khi ấy nước Nga có hai tổng thống và hai bộ trưởng quốc phòng, an ninh và nội vụ. Dù Gennady Zyuganov và các lãnh đạo hàng đầu khác của Đảng Cộng sản Liên bang Nga không tham gia vào các sự kiện, các thành viên cá nhân của các tổ chức cộng sản vẫn tích cực ủng hộ nghị viện.
Ngày 23 tháng 9, Đại hội Đại biểu Nhân dân được triệu tập. Dù chỉ có 638 có mặt (số đại biểu quy định là 689), Yeltsin đã bị Đại hội luận tội.
Ngày 24 tháng 9, một Yeltsin ngoan cường thông báo cuộc bầu cử tổng thống vào tháng 6 năm 1994. Cùng ngày hôm ấy, Đại hội Đại biểu Nhân dân thông qua việc đồng thời tổ chức bầu cử nghị viện và tổng thống vào tháng 3 năm 1994. Yeltsin chế giễu đề xuất về cuộc bầu cử đồng thời của nghị viện, và trả đũa ngày hôm sau bằng cách cắt điện, điện thoại và nước nóng vào toà nhà nghị viện.

### Những cuộc tuần hành lớn và dựng chướng ngại vật quanh toà nhà nghị viện
Yeltsin cũng gây ra sự bất ổn dân sự với quyết định giải tán nghị viện một nghị viện ngày càng phản đối các cải cách kinh tế tự do mới của ông. Từ ngày 21 đến ngày 24 tháng 9, không khí chung đã thay đổi ủng hộ những người bảo vệ nghị viện. Hàng chục nghìn người Nga đã tuần hành trên các đường phố Moscow tìm cách ủng hộ lý tưởng của nghị viện.
Những người tuần hành biểu tình chống lại các điều kiện sống ngày càng xấu đi dưới thời Yeltsin. Từ năm 1989 GDP đã giảm một nửa. Tham nhũng tràn lan, tội phạm bạo lực tăng chóng mặt, các dịch vụ y tế sụp đổ, lương thực và nhiên liệu dần trở nên khan hiếm và tuổi thọ giảm sút; hơn nữa Yeltsin ngày càng bị lên án. Bên ngoài Moscow, toàn thể nhân dân Nga đang bối rối và không có tổ chức. Tuy thế, một số người đã tìm cách lên tiếng về sự phản đối của mình. Những cuộc đình công định kỳ diễn ra trên khắp nước Nga.
Ngày 28 tháng 9, Moscow chứng kiến những vụ đụng độ có đổ máu đầu tiên giữa cảnh sát đặc nhiệm (OMOH) và những người tuần hành chống Yeltsin. Cũng trong ngày 28 tháng 9, Bộ Nội vụ bắt đầu phong toả toà nhà nghị viện. Rào chắn và dây thép gai được bố trí quanh toà nhà. Ngày 1 tháng 10, Bộ Nội vụ ước tính 600 binh sĩ với một lượng lớn vũ khí đã gia nhập nhóm đối thủ chính trị của Yeltsin trong toà nhà nghị viện. Ngày 30 tháng 9, những vật chướng ngại đầu tiên được xây dựng.

### Khả năng chiếm đài truyền hình
Các lãnh đạo nghị viện vẫn không loại bỏ khả năng thoả hiệp với Yeltsin. Nhà thờ Chính thống Nga hoạt động như một trung gian cho những cuộc đàm phán không thường xuyên giữa các đại diện nghị viện và tổng thống. Các cuộc đàm phán với trung gian là các Giáo trưởng Nhà thờ Chính thống Nga tiếp tục cho tới tận ngày 2 tháng 10. Buổi chiều ngày 3 tháng 10, cảnh sát Moscow thất bại trong việc kiểm soát một cuộc biểu tình gần Nhà Trắng, và thế bế tắc chính trị phát triển thành xung đột vũ trang.
Ngày 2 tháng 10, những người ủng hộ nghị viện xây dựng các rào chắn và phong toả giao thông trên các đường phố chính của Moscow. Buổi chiều ngày 3 tháng 10, những người có vũ trang chống đối Yeltsin đã vượt được qua hàng rào cảnh sát bao quanh Nhà Trắng, nơi nghị viện Nga đang bị phong toả. Các lực lượng bán quân sự thuộc các phe nhóm ủng hộ nghị viện, cũng như một số đơn vị quân đội trong nước (các lực lượng vũ trang thường lệ của Bộ Nội vụ), ủng hộ Xô viết Tối cao.
Rutskoy hoan nghênh các đám đông từ ban công Nhà Trắng, và hối thúc họ hình thành các tiểu đoàn và đi chiếm văn phòng thị trưởng và trung tâm đài truyền hình quốc gia tại Ostankino. Khasbulatov cũng kêu gọi đánh chiếm Kremlin và bỏ tù "tên tội phạm và kẻ tiếm quyền là Yeltsin" tại Matrosskaya Tishina. Với một số người đã thiệt mạng trên các đường phố, Yeltsin tuyên bố tình trạng khẩn cấp tại Moscow.
Buổi tối ngày 3 tháng 10, sau khi chiếm văn phòng thị trưởng, các cuộc biểu tình ủng hộ nghị viện tiến về Ostankino, trung tâm truyền hình. Nhưng những đám đông ủng hộ nghị viện bị các đơn vị của Bộ Nội vụ chặn lại trước đài truyền hình. Một cuộc đánh nhau dữ dội diễn ra. Một phần trung tâm truyền hình bị hư hại. Các chương trình truyền hình ngừng phát sóng và 62 người chết. Trước nửa đêm, các đơn vị của Bộ Nội vụ đã đẩy lùi được những người ủng hộ nghị viện.
Khi việc phát sóng được nối lại vào cuối buổi tối, Yegor Gaidar kêu gọi trên vô tuyến về một cuộc tụ tập ủng hộ Tổng thống Yeltsin. Một số người với những cách giải thích và niềm tin chính trị khác nhau về những nguyên nhân của các cuộc khủng hoảng (như Mikhail Gorbachev, Grigory Yavlinsky, Alexander Yakovlev, Yuri Luzhkov, Ales Adamovich, và Bulat Okudzhava) cũng kêu gọi ủng hộ chính phủ. Tương tự, Khối Liên minh Dân sự của 'đối lập xây dựng' ra một thông cáo buộc tội Xô viết Tối cao đã quá đà khi chia tách xung đột chính trị khỏi tội phạm. Vài trăm người ủng hộ Yeltsin đã tụ tập cả đêm trên quảng trường trước Toà thị sảnh Thành phố Moscow chuẩn bị cho những cuộc xung đột tiếp theo, tới sáng hôm sau mùng 4 tháng 10 họ được biết quân đội đang ở cùng phe với họ.
Cuộc biểu tình ở Ostankino đã không được đưa tin bởi vì truyền hình nhà nước Nga, hãng sở hữu toàn bộ đài phát thanh của Moscow đã bị cháy. Hai người Pháp, một người Anh và một nhà báo Mỹ đã thiệt mạng do đạn bắn tỉa trong cuộc biểu tình. Báo chí và truyền hình tin tức được kiểm duyệt bắt đầu từ ngày 04 tháng 10, và vào giữa tháng mười, kiểm duyệt bắt đầu được thay thế bằng các biện pháp trừng phạt.

### Đánh chiếm Nhà Trắng Nga
Từ mùng 2 tới mùng 4, quan điểm của quân đội là yếu tố quyết định. Quân đội đã có thái độ lập lờ trong nhiều giờ về việc phản ứng thế nào trước kêu gọi hành động của Yeltsin. Tới khi đó hàng chục người đã chết và hàng trăm người khác bị thương.
Rutskoy, với tư cách cựu tướng lĩnh, kêu gọi một số đồng đội cũ. Sau mọi việc, nhiều sĩ quan và đặc biệt là các binh lính ở mọi cấp ít có thiện cảm với Yeltsin. Nhưng những người ủng hộ nghị viện không gửi bất kỳ một phái viên nào tới các doanh trại để tuyển mộ các binh lính thấp cấp, mắc một sai lần nghiêm trọng khi chỉ tìm cách thảo luận với các tướng lĩnh cao cấp những người đã có quan hệ thân cận với các lãnh đạo nghị viện. Cuối cùng, đại đa số tướng lĩnh không muốn thử vận may với một chế độ Rutskoy-Khasbulatov. Một số tướng lĩnh đã phát biểu ý định ủng hộ nghị viện, nhưng ở thời điểm cuối cùng đã quay sang ủng hộ Yeltsin.
Kế hoạch hành động thực tế được đại uý Gennady Zakharov đệ trình. Mười xe tăng bắn vào các tầng trên của Nhà Trắng, với mục đích giảm thiểu thương vong nhưng tạo ra sự rối loạn và sợ hãi bên trong những người cố thủ. Sau đó, các lực lượng đặc biệt từ các đơn vị Vympel và Alpha sẽ tiến chiếm toà nhà. Theo vệ sĩ của Yeltsin là Alexander Korzhakov, việc bắn vào các tầng trên cũng là cần thiết để xua đuổi các tay súng bắn tỉa.

Tới rạng sáng ngày 4 tháng 10, quân đội Nga đã bao vây toà nhà nghị viện, và vài giờ sau xe tăng quân đội bắt đầu bắn vào Nhà Trắng. Lúc 8:00 giờ sáng giờ Moscow, tuyên bố của Yeltsin được cơ quan báo chí của ông phát đi. Yeltsin tuyên bố: 
Những người chống lại thành phố hoà bình và thuê mướn những kẻ giết người đẫm máu, là tội phạm. Nhưng đây không phải là tội ác của các băng nhóm và tổ chức cá nhân. Mọi thứ đã diễn ra và đang diễn ra ở Moscow là một cuộc nổi loạn vũ trang đã được lập kế hoạch từ trước. Nó đã được những kẻ theo chính sách phục thù Cộng sản, các lãnh đạo Phát xít, một phần của các đại biểu cũ, các đại diện của các Soviet lập kế hoạch.
Dưới vỏ bọc của các cuộc đàm phán họ đã tụ tập lực lượng, tuyển mộ các băng nhóm binh sĩ vụ lợi, những kẻ đã quen với giết người và bạo lực. Một băng nhóm đê tiện của những chính trị gia tìm cách dùng vũ lực để áp đặt ý chí của họ lên toàn bộ quốc gia. Các phương tiện mà họ muốn điều khiển nước Nga đã được thể hiện trước toàn thế giới. Chúng là sự nói dối bất cần đạo lý, và sự mua chuộc. Chúng là những viên sỏi, thanh sắt, vũ khí tự động và súng máy.
Những người, đang vẫy những lá cờ đỏ, một lần nữa nhuộm nước Nga trong máu. Họ hy vọng về điều không thể xảy ra, rằng hành động vô liêm sỉ và tàn bạo chưa từng có của mình sẽ gây ra sự sợ hãi và hoang mang.
Yeltsin cũng đảm bảo với những người đang nghe rằng: 
Cuộc nổi loạn vũ trang Phát xít – Cộng sản tại Moscow sẽ bị trấn áp trong một thời gian ngắn nhất. Nhà nước Nga có đầy đủ các lực lượng cần thiết cho việc này
.
Tới trưa, quân đội đã vào trong Nhà Trắng và chiếm giữ nó, từng tầng một. Những hành động thù địch đã ngừng lại nhiều lần để cho phép một số người trong Nhà Trắng thoát ra. Tới giữa trưa, cuộc kháng cự của dân chúng trên các đường phố đã hoàn toàn bị đàn áp, chỉ thỉnh thoảng còn những phát đạn bắn tỉa. Rutskoy đã tuyệt vọng kêu gọi các phi công Nga ném bom điện Kremlin trên đài phát thanh Moskva nhưng không có hồi âm.
Việc đàn áp "Cách mạng tháng 10 thứ hai," mà, như được tường thuật, là sự kiện đánh nhau trên đường phố có Moscow số thương vong lớn nhất từ năm 1917, với hàng trăm người thiệt mạng. Ngày 8 tháng 10, cảnh sát nói rằng 187 người đã chết trong cuộc xung đột và 437 người bị thương. Những nguồn không chính thức đưa ra con số lớn hơn: lên tới 2,000 người chết.
Yeltsin chỉ được quân đội miễn cưỡng ủng hộ, và vào giờ thứ mười một. Các đơn vị đàn áp hy vọng nhiều nhất và họ chờ đợi Yeltsin sẽ tặng thưởng cho mình trong tương lai. Một ví dụ điển hình là tướng Pavel Grachev, người đã bày tỏ lòng trung thành của mình trong cuộc khủng hoảng này. Grachev đã trở thành một nhân vật chính trị chủ chốt, dù đã nhiều năm liên quan tới các cáo buộc tham nhũng bên trong quân đội Nga.
Cuộc khủng hoảng là một ví dụ tiêu biểu về các vấn đề cân bằng hành pháp-lập pháp trong hệ thống tổng thống Nga, và, hơn nữa, khả năng về sự xung đột của một nhân vật zero-sum và sự thiếu vắng các cơ cấu có thể giải quyết điều đó. Cuối cùng, đó là một trận đánh cạnh tranh tính pháp lý của hành pháp và lập pháp, và chỉ bên nào tập trung được sự ủng hộ của các điều kiện đàn áp bên đó mới chiến thắng.

### Ý kiến công chúng về cuộc khủng hoảng
Viện nghiên cứu ý kiến công chúng Nga VCIOM (VTsIOM) đã tiến hành một cuộc điều tra ngay sau cuộc khủng hoảng tháng 10 năm 1993 và thấy rằng 51% số người được hỏi coi hành động sử dụng vũ lực của Yeltsin là chính đáng và 30% cho nó là không chính đáng. Sự ủng hộ cho những hành động của Yeltsin đã giảm xuống trong những năm sau này. Khi VCIOM-A hỏi cùng câu hỏi năm 2003, chỉ 20% đồng ý với việc sử dụng vũ lực, 57% phản đối.
Khi được hỏi về nguyên nhân chính của các sự kiện ngày 3-4 tháng 10, 46% trong cuộc điều tra năm 1993 của VCIOM buộc tội Rutskoy và Khasbullatov. Tuy nhiên, 10 năm sau cuộc khủng hoảng, đa số coi thủ phạm là di sản của Mikhail Gorbachev với 31%, tiếp theo là bởi các chính sách của Yeltsin với 29%.
Năm 1993, đa số người Nga coi các sự kiện từ 21 tháng 9 đến mùng 4 tháng 10 là một nỗ lực khôi phục của những người Cộng sản hay như một kết quả của sự tìm kiếm quyền lực cá nhân của Rutskoy và Khasbulatov. Mười năm sau, mọi người thường coi nguyên nhân các sự kiện là việc chính phủ Yeltsin áp dụng chương trình tư nhân hoá, khiến hầu hết tài sản quốc gia rơi vào tay một số nhỏ các ông trùm (sau này được gọi là "oligarchs"), và Nghị viện cũ hay Xô viết Tối cao là trở lực chính của việc đó.

## Yeltsin củng cố quyền lực

### Hậu quả tức thời
Trong những tuần sau sự kiện đánh chiếm Nhà Trắng, Yeltsin đã ban hành một loạt nghị định tổng thống với ý định củng cố quyền lực. Ngày 5 tháng 10 Yeltsin cấm các đảng chính trị cánh tả và quốc gia và những tờ báo đã ủng hộ nghị viện. Trong một bài phát biểu trước quốc dân ngày 6 tháng 10, Yeltsin cũng gọi những hội đồng vùng từng phản đối ông, chiếm số đông, giải tán. Valery Zorkin, chủ tịch Toà án Hiến pháp, bị buộc phải từ chức. Chủ tịch Các Liên đoàn Thương mại Độc lập Liên bang cũng bị sa thải, và tổng thống nắm cơ hội để tước bỏ một số chức năng hành chính của các liên đoàn tước bỏ các mối quan hệ công việc trực tiếp của chúng với các thành viên ở mọi cấp. Chương trình TV phản đối Yeltsin 600 Seconds của Alexander Nevzorov bị chấm dứt.
Yeltsin ra nghị định, ngày 12 tháng 10, rằng cả hai viện của quốc hội sẽ được bầu vào tháng 12. Ngày 15 tháng 10, ông ra lệnh rằng một cuộc trưng cầu dân ý sẽ được tổ chức vào tháng 12 về một hiến pháp mới. Ngày 15 tháng 10 Rutskoy và Khasbulatov bị buộc tội "tổ chức nổi loạn quy mô lớn" và bị bỏ tù. Sau này họ được thả vào năm 1994 khi quyền lực của Yeltsin đã được củng cố tuyệt đối.
"Nước Nga cần trật tự," Yeltsin đã nói với người dân Nga trong một bài phát biểu trên truyền hình vào tháng 11 khi giới thiệu bản thảo hiến pháp mới của ông, sẽ được đưa ra trưng cầu dân ý ngày 12 tháng 12. Luật căn bản mới sẽ tập trung quyền lực vào tay tổng thống. Cơ quan lập pháp lưỡng viện, chỉ có nhiệm kỳ hai năm, và bị giới hạn trong các lĩnh vực chủ yếu. Tổng thống có thể lựa chọn thủ tướng thậm chí khi nghị viện phản đối và có thể chỉ định giới lãnh đạo quân sự mà không cần sự thông qua của nghị viện. Ông sẽ lãnh đạo và chỉ định các thành viên của một hội đồng an ninh mới, đầy quyền lực. Nếu một cuộc bỏ phiếu bất tín nhiệm chính phủ được thông qua, tổng tống có quyền hoãn việc thi hành nó trong ba tháng và có thể giải tán nghị viện nếu nghị viện tiếp tục bỏ phiếu cho việc này. Tổng thống có thể phủ quyết bất kỳ một dự luật nào đã được thông qua với một đa số đơn giản ở hạ viện, sau đó cần có hai phần ba số phiếu để điều luật này được thông qua. Tổng thống không thể bị buộc tội vi phạm hiến pháp. Ngân hàng trung ương sẽ trở thành độc lập, nhưng tổng thống cần có sự thông qua của Duma Quốc gia để chỉ định thống đốc ngân hàng, thống đốc sau đó sẽ độc lập với nghị viện. Ở thời điểm đó, hầu hết các nhà quan sát chính trị coi bản thảo hiến pháp là được soạn thảo ra do và vì Yeltsin và có lẽ cũng không tồn tại lâu hơn ông.

### Chấm dứt giai đoạn hiến pháp đầu tiên
Ngày 12 tháng 12, Yeltsin tìm cách đưa ra hiến pháp mới của mình, tạo lập một chế độ tổng thống mạnh và trao cho ông những quyền lực tuyệt đối bằng việc ra các nghị định. (Về các chi tiết của hiến pháp được thông qua năm 1993, xem Cơ cấu hiến pháp và chính phủ Nga)
Tuy nhiên, nghị viện được bầu lên trong cùng ngày hôm đó (với số cử tri tham gia khoảng 53%) đã đưa ra một sự khiển trách choáng váng với chương trình kinh tế tự do của ông. Các ứng cử viên bị gắn với các chính sách kinh tế của Yeltsin đã bị chôn vùi với rất nhiều phiếu phản đối, thành phần nghị viện được phân chia giữa những người Cộng sản (chủ yếu có sự ủng hộ của các công nhân, những viên chức đã bị thôi việc, một số nhà chuyên môn và những người hưu trí) và những người theo chủ nghĩa dân tộc cực đoan (có sự ủng hộ từ các thành phần bất thuộc các tầng lớp trung lưu thấp). Đáng ngạc nhiên, nhóm có sự trỗi dậy mạnh nhất là Đảng Dân chủ Tự do dân tộc cực đoan dưới sự lãnh đạo của Vladimir Zhirinovsky. Họ giành 23% phiếu trong khi Đảng 'Sự lựa chọn của nước Nga' do Gaidar lãnh đạo chỉ giành được 15.5% và Đảng Cộng sản Liên bang Nga, 12.4%. Lãnh đạo LDPR, Vladimir Zhirinovsky, đã khiến nhiều nhà quan sát nước ngoài lo ngại về những tuyên bố theo kiểu phát xít mới và sô vanh của ông.
Tuy thế, cuộc trưng cầu dân ý đã đánh dấu sự chấm dứt của giai đoạn hiến pháp được xác định bởi bản hiến pháp được Liên bang Cộng hoà Xã hội chủ nghĩa Xô viết Nga thông qua năm 1978, đã được sửa đổi nhiều lần khi Nga còn là một phần của Liên bang Xô viết dưới thời lãnh đạo của Mikhail Gorbachev. (Để biết thêm chi tiết về việc dân chủ hoá ở Liên Xô cũ, xem Lịch sử Liên bang Xô viết (1985-1991).) Dù Nga sẽ xuất hiện như một chế độ song song tổng thống-nghị viện trên lý thuyết, quyền lực sẽ nằm trong tay tổng thống. Nước Nga khi ấy có một thủ tướng lãnh đạo một nội các và chịu trách nhiệm hành chính, nhưng hệ thống là một ví dụ của hệ thống tổng thống với vỏ bọc là một hệ thống tổng thống-thủ tướng, chứ không phải một mô hình bán tổng thống hiến pháp thực sự. (Ví dụ, Thủ tướng, được tổng thống tự do chỉ định và bãi miễn.)